# Echinocereus maritimus
Echinocereus maritimus  es una especie de planta fanerógama de la familia Cactaceae. Es endémica de Baja California en México. Es una especie inusual en colecciones.

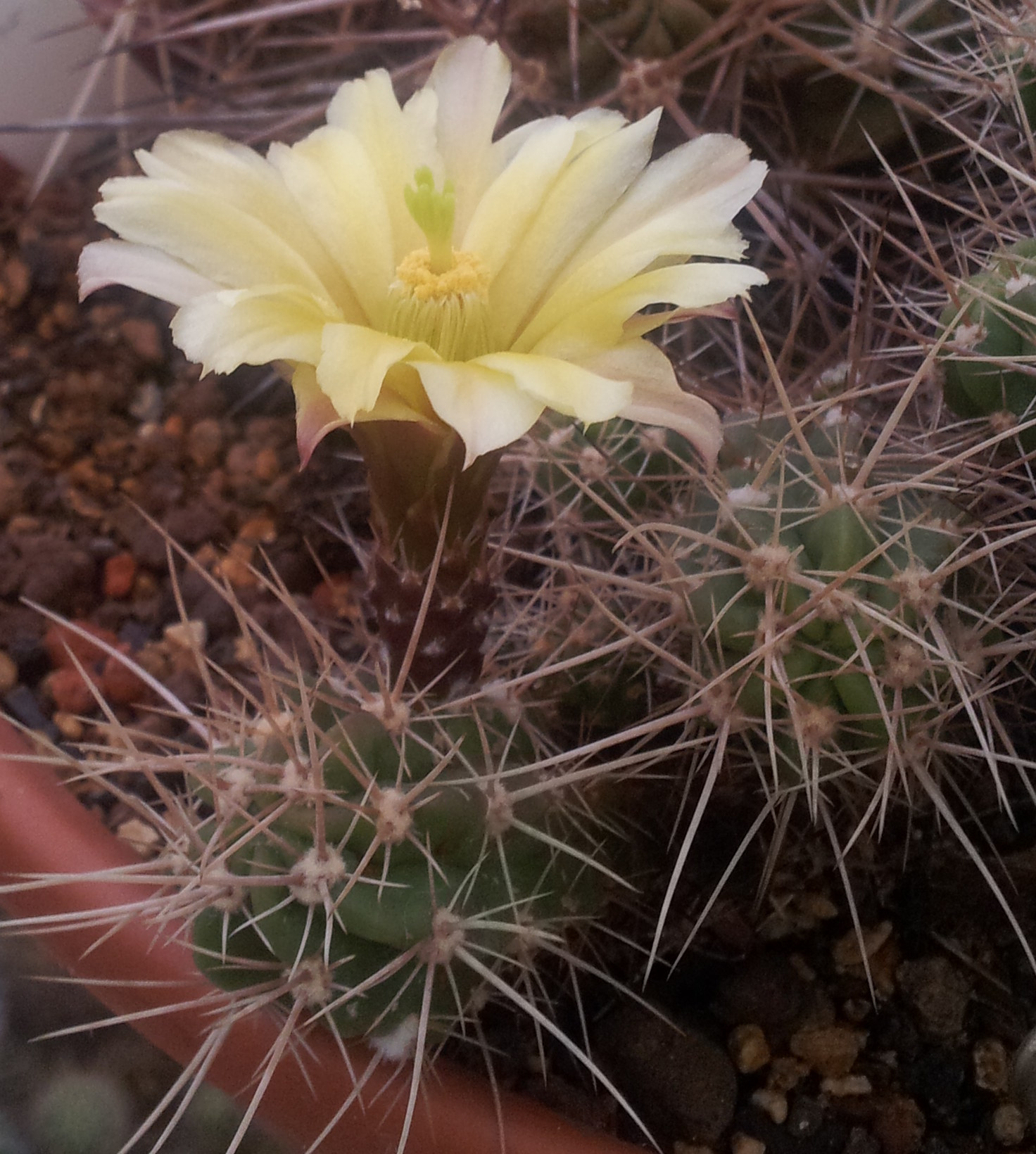
Detalle de la flor

## Descripción
Echinocereus maritimus crece profusamente ramificado y forma agrupaciones de un máximo de 300 unidades y depósitos que son de hasta 40 centímetros de altura, con un diámetro de 2 metros. El tallo de color verde oscuro, los brotes cilíndricos de 5 a 30 centímetros de largo y con un diámetro de 3 a 7 centímetros. Tiene entre ocho a doce costillas afiladas disponibles. La ereolas tienen inicialmente espinas rojas brillantes y tarde sucias amarillas o grises. Las siete a diez espinas centrales y espinas superiores están fuertemente aplanadas y angulares. Tienen una longitud de 3 a 6 centímetros. Las siete a diez espinas radiales son de 1.5 a 2.5 cm de largo. Las flores en forma de embudo son de color amarillo brillante. Aparecen en las puntas de los brotes y miden hasta 6 cm de largo y el mismo diámetro. La fruta es espinosa esférica, inicialmente verde y de color rojo después.

## Taxonomía
Echinocereus maritimus fue descrita por (M.E.Jones) K.Schum. y publicado en Gesamtbeschreibung der Kakteen 273. 1898.
Etimología
Echinocereus: nombre genérico que deriva del griego antiguo: ἐχῖνος (equinos), que significa "erizo", y del latín cereus que significa "vela, cirio" que se refiere a sus tallos columnares erizados.
maritimus: epíteto latíno que significa "marítimo, cercana de la costa"
Variedad aceptada
- Echinocereus maritimus var. hancockii (E.Y.Dawson) N.P.Taylor

Sinonimia
- Echinocereus hancockii
- Cereus maritimus Coult.
- Cereus maritimus M.E. Jones
- Echinocereus maritimus subsp. maritimus
- Echinocereus orcuttii Rose ex Orcutt[3]